# Monete italiane contemporanee
Nel XVIII secolo la necessità di una semplificazione e razionalizzazione dei sistemi di pagamento e la spinta dell'Illuminismo porta, tra la fine del XVIII secolo e l'inizio del XIX, ad un radicale cambiamento della monetazione in tutti i paesi europei.
Le zecche progressivamente migliorano il processo di monetazione: i migliori macchinari permettono la coniazione di monete di maggior spessore, più regolari e tecnicamente omogenee.
Inoltre si cerca di semplificare la monetazione nel suo complesso. Anche in Italia c'è il graduale superamento delle vecchie monete ed ogni stato cerca di razionalizzazione, il proprio sistema monetario.
Si parla di monetazione contemporanea. Qui sono elencate e brevemente illustrate le monete italiane contemporanee precedenti all'Unità nazionale.
Per le monete italiane precedenti vedi Monete italiane moderne e per quelle successive vedi Monete del Regno d'Italia.

## B
- Badile: moneta emessa dal governo austriaco nel 1802 per Trentino, Gorizia e per il litorale della Venezia Giulia. Valeva 8 1/2 Kreuzer ossia 15 soldi.
Al diritto aquila bicipite coronata. Intorno FRANZ• II• ROM• KAI• KON• Z• HU• U• BO• ERZH• Z• OEST•. Al rovescio scritta 8 1/2•KR e 15 SOLDI. Sigla di zecca A (zecca di Vienna). Intorno EIN HALBER SIEBENZEHNER 1802.[1]
- Baiocco: moneta dello Stato pontificio; cento formavano uno scudo pontificio. Fu battuto fino al 1865, quando lo scudo fu sostituito dalla lira.
- Barbone: nome di una moneta emessa a Lucca fino al XIX secolo. Fu declassata sotto Felice ed Elisa Baciocchi e detta perciò Barbonaccio.
- Bolognino: era inizialmente il nome del denaro di Bologna, coniato a partire dal XII secolo.
  - bolognino di Lucca: sia nella Repubblica di Lucca che nel Ducato di Lucca valeva 2 soldi o 1/10 di lira lucchese; era coniato già nel XIV secolo.[1]
  - bolognino di Modena: nel ducato di Modena e Reggio valeva 12 denari ossia 1/20 di lira modenese.
- Buttalà: nome popolare di una moneta coniata a Piacenza. Valeva 60 soldi di Piacenza ossia 0,6 lire di Parma. Circolava a Parma e Piacenza; esisteva anche il mezzo buttalà. Era ancora coniata agli inizi del XIX secolo sotto Ferdinando di Borbone (1765-1802).[1]

## C
- Cagliarese: moneta, inizialmente in biglione, poi in rame battuta a Cagliari già da Ferdinando il Cattolico con un valore di due denari. Dopo il passaggio della corona di Sardegna ai Savoia fu coniato fino al 1813, quando fu adottato il sistema decimale.
- Carantano: nome con cui veniva chiamata fino al 1858 nel Lombardo-Veneto la moneta da 4 pfennig, pari a 1/60 di fiorino austriaco. Il nome venne dato al grosso tirolino quando i conti di Tirolo divennero duchi di Carinzia.[1][2]
- Carlino: moneta emesse a Napoli dalla fine del XIII secolo fino al 1860.
  - carlino napoletano: valeva 10 grana o mezzo tarì.
  - carlino piemontese: era d'oro e valeva 120 lire piemontesi. Fu emesso da vari sovrani come Carlo Emanuele I, duca di Savoia e da Carlo Emanuele III re di Sardegna.
  - carlino per la Sardegna: emesso da Carlo Emanuele III: era d'oro e valeva 5 lire sarde.
  - carlino pontificio: valeva 7,50 baiocchi[3]
- Cavallo: nome di diverse monete di piccolo taglio emesse da Ferdinando I per Napoli e per la Sicilia. Fu battuta nella zecca di Napoli ma anche in quelle di Aquila, Amatrice, Capua, Sulmona.  In seguito furono battuti solo i multipli.
La moneta da tre cavalli fu emessa per l'ultima volta nel 1804.
- Centesimo: nome della centesima parte della lira.
- Corona: in Italia nel XIX secolo aveva questo una moneta d'oro emessa nel Lombardo-Veneto dal valore di 14 fiorini o 40 lire austriache.
- Crazia: valeva 5 quattrini o 1/20 di paolo. La moneta da due crazie di mistura (o 10 quattrini) fu emessa nel Granducato di Toscana sotto Pietro Leopoldo, sotto Ferdinando III e Ludovico di Borbone. Dopo il 1802 la denominazione divenne 10 quattrini. Risaliva a Cosimo I (1519 – 1574).[1]
- Crocione: moneta d'argento coniata nel ducato di Milano dal valore di 7,50 lire milanesi. Fu coniata a partire da Giuseppe II.[1]

## D
- Dena: moneta da 10 lire toscane fatta emettere dal 1803 al 1807 da Maria Luisa di Borbone-Spagna in qualità di reggente per conto del figlio Carlo Ludovico di Borbone, secondo re d'Etruria. Al dritto i busti accollati del re e della reggente ed intorno CAROLVS LVD. D. G. REX ET M. ALOYSIA. R. RECTRIX. I. I. H. H., le sigle dell'incisore Luigi Siries (L. S. in monogramma) e il martello dello zecchiere Giovanni Fabbroni. Al rovescio lo stemma coronato ed ornato da collare su croce di Santo Stefano. Intorno DOMINE SPES MEA A IUVENTUTE MEA; sotto FLOR. e la data.
- Denaro:
  - denaro piemontese (1/240 di lira)
  - denaro di Modena e Reggio (moneta da 4 denari) (1/240 di lira).
- Doppia: nome di moltissime monete d'oro.
  - doppia piemontese: valeva 4 scudi ossia 24 lire.
  - doppia genovese: valeva tre scudi o 24 lire
  - doppia milanese: da 25,15 lire
  - doppietta sarda: d'oro valeva 2 scudi ossia 5 lire
  - doppia veneta: da 38 lire
  - doppia di Parma e Piacenza: da 90 lire
  - doppia lucchese (Repubblica di Lucca): dal valore di 3 scudi ossia 22,50 lire.
  - doppia pontificia: valeva 30 giulio ossia 15  lire.
  - doppia di Napoli da 4 ducati, ossia 4,8 piastre
- Ducato: nome di varie monete sia d'argento che d'oro. Nell'Ottocento il nome è riservato a monete d'oro:
  - ducato di Venezia: dal valore di 8 lire, fu battuto l'ultima volta sotto Ludovico Manin, ultimo doge di Venezia.
  - ducatone di Venezia (o Giustina): da 11 lire
  - ducato del Lombardo-Veneto: 14 lire
  - ducato di Parma e Piacenza: da 3,50 scudi ossia 21 lire

## F
- Fiorino: moneta d'oro emessa a Firenze dal 1253, imitata ovunque. A Firenze gli ultimi furono emessi nel 1859. Valevano 20 paoli o 8 fiorini d'argento ossia 13,33 lire
- Fiorino d'argento: emesso a Firenze già in età medievale, fu battuto in Toscana l'ultima volta dai Lorena. Valeva 2,5 paoli o 1,66 lire
- Francescone: nome di monete emesse dal granduca di Toscana Francesco Stefano (1737-1745) e poi dai suoi successori Pietro Leopoldo, Ferdinando III e Leopoldo II di Lorena. Erano anche dette Leopoldone e Leopoldina. La maggior parte dei conii reca la scritta Pisis, "a Pisa" in latino, anche se in realtà le monete furono battute a Firenze. Tra gli autori dei conii Niderest, Fabris, Pichler.
Francesconi furono coniati anche da Ludovico I e da Carlo Ludovico per il Regno di Etruria.
  - francescone d'oro (Leopoldone) dal valore di 80 fiorini d'argento (1827 e 1828). Peso 32,65 g 24 K,  ø 31 mm; al dritto il Giglio di Firenze. Il francescone di Leopoldo II recava intorno la scritta: LEOPOLDVS II. D.G. P. I. A. P. R. H ET B.B.B. MAGN. DVX. ETR.; Al rovescio lo stemma ed intorno SVSCEPTOR NOSTER DEVS - KI 24 e data.
  - francescone d'argento (Leopoldina) dal valore di 4 fiorini d'argento ossia 6,66 lire. Fu coniato nel periodo 1830- 1859 con un Peso 27,50 g al 916/1000 e ø 41 mm. Al dritto il granduca ed al rovescio lo stemma. Le legende come della moneta d'oro. Furono emessi anche la moneta da mezza leopoldina e da un fiorino.
- Franco: denominazione usata dalle zecche degli stati annessi prima alla Repubblica francese e poi incorporati nell'Impero francese e da altri stati durante il periodo napoleonico
  - franco della Repubblica Subalpina dove fu coniato il primo marengo da 20 franchi assieme ad una moneta da 5 franchi
  - franco di Lucca emesso nel Principato di Lucca e Piombino

## G
- Genovina: moneta d'oro da 96 lire battuta a Genova dal 1758. Aveva frazioni da 48, 24 e 12 lire. Fu battuta anche la genovina da 100 lire con le frazioni da 50, 25 e 12,5 lire.
- Giulio: moneta coniata per la prima volta da papa Giulio II. Valeva 10 baiocchi.
- Grano (plurale grana):
  - grano napoletano: nel XIX secolo era il 1/120 della piastra napoletana. 10 grana formavano un carlino, 20 un tarì e un grano valeva 12 cavalli. Fu battuto fino al 1860.
  - grano siciliano (plurale a volte grani) dal valore di 6 piccoli o piccioli.
- Grosso: nello Stato pontificio era il nome dato alla moneta da 5 baiocchi.

## K
- Kreuzer: moneta di tipo austriaco; valeva 5 centesimi di lira austriaca.
  - Nel Lombardo-Veneto circolarono sotto la dominazione austriaca monete d'argento da 20, 10, 5 Kreuzer, di mistura da 3 e di rame da 1 e da mezzo Kreuzer. La moneta da 20 Kreuzer era detta svanzica.

## L
- Leopoldina e Leopoldone: altro nome del Francescone, moneta emessa dal granduca di Toscana Leopoldo II di Lorena.
- Lira: nel Medioevo era un'unità di conto pari a 240 denari.
Nel XIX secolo, prima dell'unità nazionale furono coniate diverse monete con questo nome: sarda, pontificia, piemontese, genovese, milanese, austriaca, veneta, di Parma, di Modena. toscana, bolognese, delle Due Sicilie,  lucchese

## M
- Madonnina: nome popolare di moltissime monete italiane che presentano l'immagine della Madonna. Prese in particolare questo nome la moneta di rame da 5 baiocchi di Pio VI emessa nel 1796-99.
- Marengo (o Napoleone): nome con cui è indicata la moneta d'oro del valore di 20 franchi coniata nel 1801 dalla Repubblica Subalpina per celebrare la vittoria di Napoleone Bonaparte contro gli austriaci il 14 giugno 1800 nella Battaglia di Marengo. La moneta fu battuta dall'Impero francese e dopo la caduta di Napoleone, dagli stati che adottarono la monetazione decimale francese.

## N
- Napoleone: sinonimo di Marengo.

## O
- Oncia: moneta d'oro:
  - oncia napoletana: da 6 ducati o 5 piastre
  - oncia siciliana: da 3 ducati siciliani o sei tarì
  - oncia di Zara: moneta ossidionale in argento coniata a Zara durante l'assedio posto dall'esercito austriaco nel 1813. Con un peso di circa 120 g e un diametro di 54 mm, valeva 18,40 franchi.[4] Furono coniate anche la mezza ed il quarto di oncia.

## P
- Paolo: (o giulio): coniato per la prima volta come moneta papale nella metà del XVI secolo.
  - paolo pontificio: valeva 10 baiocchi.
  - paolo toscano: valeva 40 quattrini o 0,66 lire toscane
- Papetto: nome popolare della moneta d'argento da due paoli o 20 baiocchi, emessa da Benedetto XIV (1740 - 1758) fino a Pio IX. Aveva l'effigie del papa, da cui il nome.
  - A Bologna valeva 1 lira bolognese
- Parpagliola: moneta di mistura di origine medioevale. A Milano fu tolta dalla circolazione nel 1777 ma fece di nuovo la sua comparsa nel 1808, con la moneta da 10 centesimi di Napoleone.
- Piastra: nome generico che indica una moneta d'oro o più spesso d'argento di grande modulo, spesso uno scudo.
  - piastra napoletana:  moneta d'argento da 120 grana da circa 27 g emessa nel XVIII e XIX secolo; fu coniata fino 1812
  - piastra siciliana: valeva 12 tarì e fu coniata fino 1815
  - piastra delle Due Sicilie da 120 grana, coniata dal 1815 fino al 1861
  - piastra di Parma: era una moneta d'argento da 31,57 g e 42mm che fu coniata sotto Ferdinando di Borbone per un valore nominale di 2,50 piastre ottomane ad imitazione delle piastre di Selim III. Al dritto il testo, in turco con l'alfabeto arabo, recitava "IL SULTANO SELIM, FIGLIO DEL SULTANO MUSTAFÀ CHAN, SEMPRE VITTORIOSO" e la data 1202AH, cioè 1796. Al rovescio: IL SULTANO DELLE DUE TERRE E IL RE DEI DUE MARI. IL SULTANO TERZO FIGLIO DEL SULTANO[5][6].
- Piccolo (o pìcciolo): nome frequentemente usato per monete di scarso valore. In Sicilia ci fu un picciolo dal valore di 1/6 di grano; l'ultima moneta con questa denominazione fu quella da tre piccioli coniata fino al 1795 in Sicilia da Ferdinando III di Sicilia. Era in rame e valeva mezzo grano.

## Q
- Quattrino: moneta prima in mistura e poi in rame che valeva 4 denari, battuta fino al XIX secolo per lo più con un valore di 1,66 centesimi di lira
  - quattrino di Modena del 1790, poi denominato "denari 4"
  - quattrino del pettinino: soprannome della moneta da 1 centesimo del Regno d'Italia di Napoleone. Così detto perché al rovescio c'era la corona ferrea.
  - quattrino toscano da 4 denari, cioè 1,66 centesimi di lira toscana
  - quattrino lucchese da 1,66 centesimi di lira lucchese
  - quattrino pontificio da 1/5 di baiocco

## R
- Reale: nome di moltissime monete sia d'argento che d'oro di varie dimensioni e valore emesse da moltissimi stati a partire dal Medioevo.
  - reale di Sardegna: emesso dai Savoia; l'ultimo fu battuto nel 1812, da Vittorio Emanuele I.
- Ruspone: moneta d'oro toscana del valore di 3 zecchini o ruspi. Fu coniato per la prima volta da Cosimo III de' Medici nel 1719 a Firenze, con al diritto San Giovanni seduto ed a rovescio il giglio fiorito di Firenze. Fu coniata durante il Regno di Etruria da Ludovico di Borbone e dal figlio Carlo Ludovico.
Il ruspone pesava 10,41 grammi di oro al 998/1000.
  - Anche il Governo Provvisorio di Toscana, in carica dal 27 aprile 1859 al 1860, emise una moneta d'oro dal valore di 1 ruspone o 3 zecchini o 60 paoli o 40 lire della Toscana.
Al dritto: San Giovanni Battista seduto ed intorno S.IOANNES BAPTISTA. In basso la data (1859). Al rovescio il giglio fiorentino ed intorno GOVERNO DELLA TOSCANA. L'autore: G (???). Il titolo era al 998/1000 ed il peso era di 10,45 grammi.

## S
| Repubblica Cisalpina        |
| --------------------------- |
|                             |
| Moneta da 30 soldi del 1801 |

- Santacroce: moneta coniata dalla repubblica di Lucca. Valeva 2,5  lire. Era stato coniato nel 1564 per 15 bolognini, con il crocefisso dello Volto Santo e la scritta SALVATOR MVNDI. Fu battuto l'ultima volta sotto la Repubblica.
- Scudo (in francese écu, in spagnolo ed in portoghese escudo): nome di monete in oro o argento: furono chiamate così perché le prime recavano lo stemma nobiliare dell'autorità che le aveva emesse. Furono emessi scudi fino al XIX secolo. Il valore era di 5 o 6 lire. Dopo l'Unità d'Italia e l'adozione in tutto il paese della lira italiana, il nome rimase in uso per le monete d'argento da 5 lire.
  - scudo piemontese da 6 lire
  - scudo sardo da 10 reali
  - scudo genovese da 8 lire
  - scudo milanese da 6 lire
  - scudo veneto da 140 soldi o 12,40 lire
  - scudo del Lombardo-Veneto da 6  lire austriache
  - scudo di Parma da 6 lire
  - scudo modenese da 5 lire
  - scudo lucchese (Repubblica di Lucca) da 7,5  lire
  - scudo pontificio: da 10 paoli o 5 lire di Bologna[7]
- Sesino: moneta di rame della zecca di Mantova dal 1750 al 1757 sotto Maria Teresa, dal valore di mezzo soldo (cioè sei denari, da cui il nome.
  - sesino di Parma: valeva sei denari di Parma, cioè 2,5 centesimi di lira di Parma. Fu emesso da Maria Teresa e da Filippo di Borbone, Duca di Parma e Piacenza.
  - sesino di Piacenza: valeva 3 centesimi della lira di Parma.
- Soldo (da solido): al tempo di Carlo Magno era una moneta di conto da 12 denari o 1/20 di lira. I primi furono emessi alla fine del XII secolo. Alla fine del XVIII secolo in alcuni stati (ad es. Genova) era ancora in uso la divisione della lira in 20 soldi e in 240 denari. Gli ultimi soldi furono le monete da 5 centesimi. Questa terminologia era ancora in uso in Italia nella seconda metà del 1900.
  - soldo piemontese da 5 centesimi
  - soldo sardo da 6 cagliaresi pari a 1/20 di lira
  - soldo genovese, pari a 1/20 di lira
  - soldo milanese, pari a 1/20 di lira. Circolava la moneta da 5 soldi
  - soldo veneto, pari a 1/20 di lira o 12 denari.
  - soldo del Lombardo-Veneto, dal valore di 2,85 centesimi di lira austriaca
  - soldo di Reggio, pari a 3,33 centesimi della lira di Modena
  - soldo toscano, da 3 quattrini, cioè 5 centesimi di lira
  - soldo del Ducato di Lucca, da 3 quattrini o 5 centesimi di lira
- Sovrana o sovrano: nome della moneta inglese d'oro  (sovereign) comunemente indicata in Italia col nome di sterlina d'oro. In Italia ebbero questo nome:
  - sovrano di Fiandra, moneta d'oro che circolava nel ducato di Milano, coniata in Lombardia dagli Asburgo Leopoldo II e Francesco II. Valeva 45 lira milanesi.
  - sovrana nuova (o sovrano):  moneta d'oro coniata in Lombardia dal 1826 fino al 1856, dal peso di 11,33 g. Valeva 40 lira austriache.
- Svanzica nome della moneta da 20 Kreuzer in uso nel Lombardo-Veneto dal valore di 1 lira austriaca. Il nome viene dal tedesco "zwanzig", cioè "venti". Il termine è rimasto nell'uso come nome scherzoso del denaro.[8]

## T
- Tallero (tedesco Thaler): nome di una moneta d'argento dal peso di circa 25 g coniata ovunque in Europa fino al XX secolo.
  - tallero di Milano o crocione o delle corone: da 7,5 lire milanesi. fu coniato fino al 1800.[9]
  - tallero di Modena: da 14 lire di Modena  
  - tallero di Ragusa: coniato dalla repubblica di Ragusa fino al 1779
  - tallero di Venezia: da 10 lire venete, coniato fino alla fine della Repubblica per i commerci con l'Oriente ad imitazione del tallero di Maria Teresa.
  - tallero del Lombardo Veneto: da 6 lire austriache. Era una moneta di tipo austriaco che aveva lo stesso contenuto in argento fino dello scudo.
  - N.B. Un tallero è stato coniato anche da Umberto I per l'Eritrea nel 1891 e 1896.
- Tallero di Maria Teresa: moneta battuta a nome dell'imperatrice austriaca anche dopo la sua morte.
- Tarì (anche tareno, tirrenus): inizialmente moneta d'oro di origine araba, divenne d'argento nel 1500.
  - tarì napoletano: coniato dopo una lunga interruzione nuovamente nel 1788 da Ferdinando IV dove valeva 1/6 di piastra, cioè due carlini o 20 grana.
  - tarì delle Due Sicilie: reintrodotto dopo la fine del periodo napoleonico nel 1818 con lo stesso valore del tarì napoletano; fu coniato fino al 1859.
  - tarì siciliano (anche taro): valeva 20 grani siciliani ed era di peso e valore minore di quello napoletano.
  - tarì maltese: coniato dai Cavalieri di Malta. Valeva 20 grani di Malta.
- Testone: monete d'argento di grande modulo da 1/4 di scudo coniati per la prima volta in Italia dal 1470.
  - testone pontificio: altra designazione della moneta da 30 baiocchi, cioè tre giuli equivalente a 1,5 lire bolognesi
- Tornese (dal francese tournois, cioè di Tours). In Italia ebbero questo nome molte monete specialmente nel Meridione.
  - tornese napoletano: battuta fino al 1860. Valeva 1/20 di carlino o 6 cavalli.[10]

## Z
- Zenobino: soprannome di uno zecchino emesso nel 1805 a Firenze per il commercio con il Levante. Imitava il ducato di Venezia, con San Zanobi inginocchiato davanti a Cristo e san Giovanni Battista dentro la mandorla.
- Zecchino: nome preso dal ducato di Venezia sotto il doge Pietro Lando (1539-1545). Fu battuto fino alla fine della repubblica sempre con gli stessi tipi.
  - zecchino di Venezia: alla fine della repubblica valeva 22 lire venete. Era coniata con gli stessi tipi del 1300.
  - zecchino di Milano: coniato nel ducato dai sovrani austriaci. Era dello stesso peso e titolo di quello di Venezia.
    - zecchino del giuramento: fatto coniare da Maria Teresa e dai successori in occasione della cerimonia del giuramento.[11]